# Fundação Atlântica
A Fundação Atlântica, também conhecida como Fundação Atlântica (Companhia de Discos de Portugal), foi uma editora discográfica independente portuguesa, fundada em 1982.

## História
Fundada por Pedro Ayres Magalhães, Miguel Esteves Cardoso, Francisco de Vasconcelos, Pedro Bidarra e Francisco Sande e Castro, tinha também como colaboradores habituais Ricardo Camacho e Isabel Castaño. 
Pedro Ayres Magalhães era o director musical da editora. Pedro Bidarra era arranjista, ensaiador e produtor executivo. Mais tarde foi co-produtor do disco de estreia dos Madredeus. Miguel Esteves Cardoso e Francisco Sande e Castro eram fãs de música.
Produziu discos de nomes como Sétima Legião, Xutos e Pontapés, Delfins, Paulo Pedro Gonçalves, Anamar e o álbum Amigos em Portugal, dos Durutti Column.
A Valentim de Carvalho (EMI) acabaria por ficar com todo o catálogo após o encerramento da editora, que só durou cerca de dois anos. O single «Ocidente Infernal», de Pedro Ayres Magalhães, sai em 1985 pela EMI, mas ainda com etiqueta Fundação Atlântica. O álbum A Um Deus Desconhecido, dos Sétima Legião foi reeditado (em LP e CD) pela EMI-Valentim de Carvalho.

## Discografia
- 1983 - Professor Xavier dos Clube Naval
- 1983 - Glória/Partida dos Sétima Legião
- 1983 - Amigos em Portugal dos Durutti Column
- 1983 - Baile Final/Lágrimas de Anamar
- 1984 - Rapazes de Lisboa de Paulo Pedro Gonçalves
- 1984 - O Teu Amor Sou Eu de Luís Madureira
- 1984 - Love Tempo de Quando Quango
- 1984 - Ad Infinitum de Telstar
- 1984 - Talk About The Past de The Wake
- 1984 - O Vento Mudou/Letras dos Delfins
- 1984 - Letras/O Vento Mudou dos Delfins
- 1984 - Moving dos The Raincoats
- 1984 - A Um Deus Desconhecido dos Sétima Legião
- 1984 - Nipped In The Bud dos Young Marble Giants/The Gist/Weekend
- 1984 - Remar, Remar/Longa Se Torna a Espera dos Xutos & Pontapés
- 1985 - From Gardens Where We Feel Secure de Virginia Astley
- 1985 - A Casa da Praia dos Delfins
- 1985 - O Ocidente Infernal/Adeus Torre de Belém de Pedro Ayres Magalhães